# Herea metaxanthus
Herea metaxanthus là một loài bướm đêm thuộc phân họ Arctiinae, họ Erebidae.